# Bahnhof Marlboro

Streckenführung des Gautrain-Nahverkehrssystems

Der Bahnhof Marlboro des südafrikanischen Nahverkehrssystems Gautrain liegt auf dem Gebiet der Metropolgemeinde City of Johannesburg im Stadtteil Marlboro und unmittelbar südlich von Eastgate. Der oberirdisch angelegte Bahnhof befindet sich westlich des Autobahnkreuzes Marlboro Drive interchange der Nationalstraße N3 mit der Stadtstraße Marlboro Drive. Die Autozufahrt erfolgt vom Marlboro Drive über Far East Bank Drive.
Der Bahnhof liegt an der Nord-Süd-Strecke des Gautrain zwischen deren Endpunkten Hatfield und Park Station. Passagiere mit dem Ziel OR Tambo International Airport müssen in der Station Sandton umsteigen, können von hier aber die zuvor gelegene Station Rhodesfield erreichen.

## Anschlüsse mit anderen Verkehrsträgern

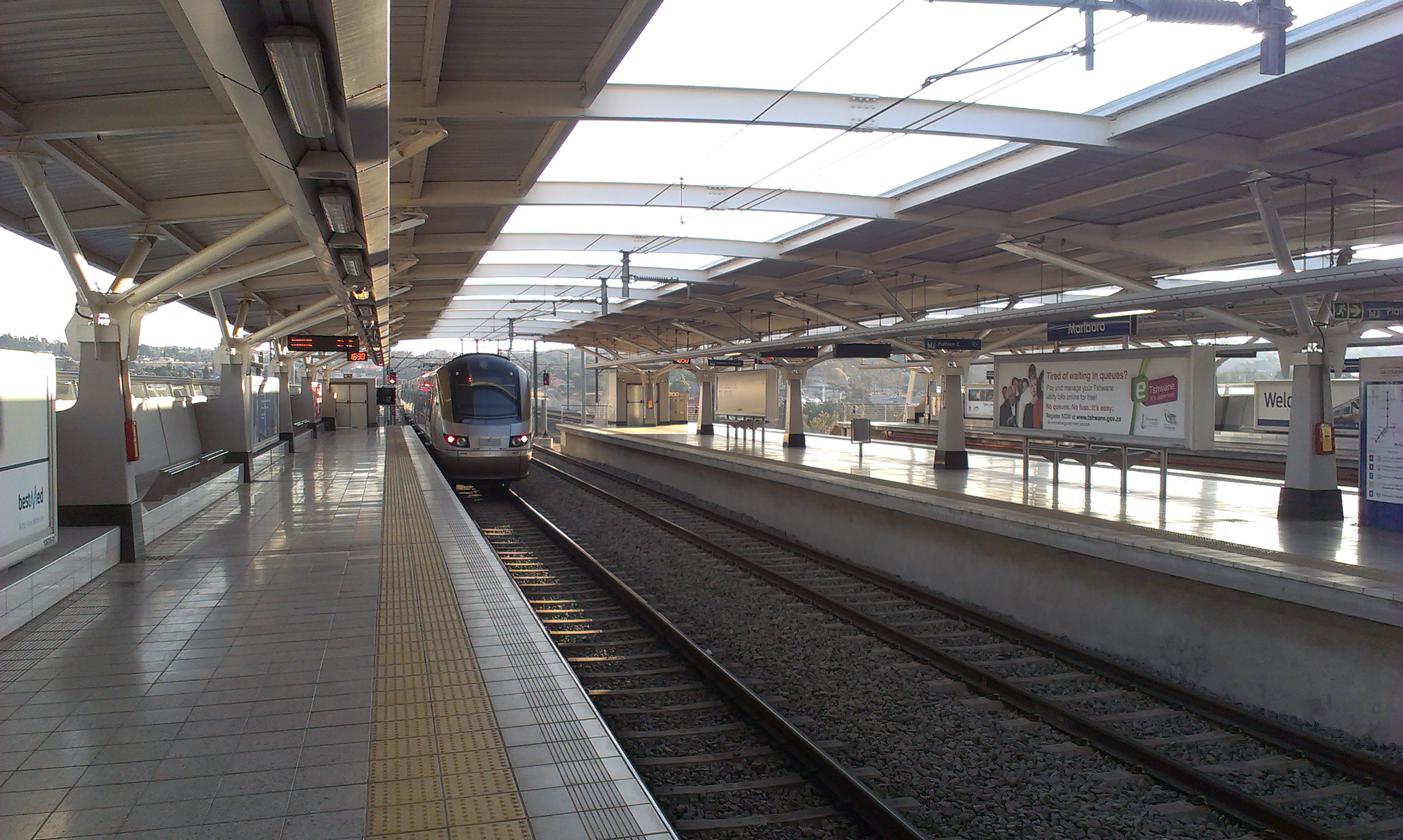
Blick in den Bahnsteigbereich mit Gautrain-Zug

Die Station erreicht man mit verschiedenen Verkehrsangeboten. Dazu zählen der Gautrain-Busservice für Gautrain-Passagiere, ein eigenes Zubringersystem an den Stationen, ferner Busse des kommunalen Rea Vaya Bus Rapid Transit, des Johannesburg Metropolitan Bus Service (Metrobus) sowie Taxidienste.
Nahe der Gautrain-Station befinden sich PKW-Stellplätze und Kiss-and-ride-Halteplätze.

## Urbane Funktionsbereiche und Sehenswürdigkeiten nahe der Station
- das Geschäftszentrum Linbro Business Park
- das historische Township Alexandra.